# Ablerus romae
Ablerus romae är en stekelart som beskrevs av Girault 1932. Ablerus romae ingår i släktet Ablerus och familjen växtlussteklar. Inga underarter finns listade i Catalogue of Life.